# Metalectra carneomacula
Metalectra carneomacula là một loài bướm đêm trong họ Erebidae.